# Neumühlsee
Der Neumühlsee ist ein Bade- und Hochwasserrückhaltesee beim Wohnplatz Neumühle der Landstadt Waldenburg im Hohenlohekreis im nordöstlichen Baden-Württemberg.

## Lage und Beschreibung
Der Neumühlsee liegt im Unterraum Waldenburger Berge des Naturraums der Schwäbisch-Fränkischen Waldberge auf 433,1 m ü. NHN im Tal der dort erst etwa 3 km langen Bibers, der im See von links der weniger als 2 km lange Goldbach aus dem Nordosten zufließt. Der See wurde von Mönchen des nahegelegenen Klosters Goldbach zur Fischzucht angelegt.
Der 5,1 ha große See mit einem Volumen von 120.000 m³ und einer Tiefe von 3 m ist hinter einem 6,5 m hohen Erddamm angestaut, über den die K 2363 von einer Straße auf dem Höhenrücken rechts der Bibers in Richtung  Kupferzell-Beltersrot verläuft; diese Kreisstraße quer zum Biberstal ist der einzige Anschluss ans öffentliche Verkehrsnetz, denn das Biberstal unmittelbar ober- und unterhalb des Sees ist frei von öffentlichen Straßen.
Das Stillgewässer ist ein sommers beliebter Badesee, der auch in Maßen dem Hochwasserschutz in Biberstal dient. Der Neumühlsee hat eine kürzere nördliche Einlaufbucht, durch die die zuvor stark mäandrierende Bibers, und eine längere nordöstliche, durch die der recht gerade Goldbach zuläuft, und ist mit der letzten zusammen etwa 500 m lang und im Hauptteil bis zu 160 m breit. Er liegt in einem Schwemmlandband, das in den Schilfsandstein (Stuttgart-Formation) des Talgrundes eingelagert ist; die Höhen rechts und links des Tales erheben sich bis in den Kieselsandstein (Hassberge-Formation). Das Einzugsgebiet ist etwa 5,3 km² groß, den größten Teil dazu trägt die obere Bibers bei. 
Diese fließt durch einen länglichen sumpfigen Verlandungsbereich mit Schilfröhricht zu, der Goldbach dagegen abschnittsweise verrohrt durch ein kleineres sumpfiges Feldgehölz. Entlang dem südöstlichen Ufer erstreckt sich die Badezone, jenseits der nahe am dortigen Ufer verlaufenden K 2363 liegt ein Campingplatz. An der Südspitze des Sees steht ein Landgasthof, außer dem nur wenige Gebäude zum Wohnplatz gehören.
Der See ist in etwa heutiger Ausdehnung schon auf älteren Karten eingetragen.
Das Stillgewässer liegt im Landschaftsschutzgebiet Landschaftsteile im Raum Waldenburg und im Naturpark Schwäbisch-Fränkischer Wald.

### LUBW
Amtliche Online-Gewässerkarte mit passendem Ausschnitt und den hier benutzten Layern: Neumühlsee und Umgebung

Allgemeiner Einstieg ohne Voreinstellungen und Layer: Daten- und Kartendienst der Landesanstalt für Umwelt Baden-Württemberg (LUBW) (Hinweise)
1. ↑  Höhe nach blauer Beschriftung auf dem Hintergrundlayer Topographische Karte.
2. ↑  Seefläche nach dem Layer Stehende Gewässer.
3. 1 2  Dimensionen abgemessen auf dem Hintergrundlayer Topographische Karte.
4. 1 2  Daten des Hochwasserrückhaltebeckens nach dem Layer Stauanlage.
5. ↑  Seetiefe nach dem Layer Stehende Gewässer.
6. ↑  Einzugsgebiet nach dem Layer Basiseinzugsgebiet (AWGN) für ein nur wenig größeres Einzugsgebiet, dessen überständige Anteile auf dem Hintergrundlayer Topographische Karte abgemessen und abgezogen wurden.
7. ↑  Schutzgebiete nach den einschlägigen Layern, Natur teilweise nach dem Layer Biotop.

### Andere Belege
1. ↑  Wolf-Dieter Sick: Geographische Landesaufnahme: Die naturräumlichen Einheiten auf Blatt 162 Rothenburg o. d. Tauber. Bundesanstalt für Landeskunde, Bad Godesberg 1962. → Online-Karte (PDF; 4,7 MB)
2. ↑  Helmut Schwab: Erdgeschichte hautnah erlebt – der Rößlesmahdsee. In: Landesanstalt für Umwelt, Messungen und Naturschutz Baden-Württemberg (Hrsg.): Naturführer Schwäbischer Wald. Verlag Regionalkultur, Ubstadt-Weiher 2007, ISBN 978-3-89735-507-1, S. 240–247, hier S. 244.
3. ↑  Geologie nach den Layern zu Geologische Karte 1:50.000 auf: Mapserver des Landesamtes für Geologie, Rohstoffe und Bergbau (LGRB) (Hinweise)
4. ↑  Alte Seeausdehnung nach:
  - Meßtischblatt 6823 Pfedelbach von 1932 in der Deutschen Fotothek
  - Blatt Künzelsau (Nr. XXXVII in chronologischer, Nr. 6 in Anordnungs-Reihenfolge; 5,8 MByte, PDF) von 1851 des Topographischen Atlasses des Königreichs Württemberg